# Smeringopina armata
Smeringopina armata là một loài nhện trong họ Pholcidae. Loài này được phát hiện ở Kameroen.